# Mario Cau
Mario Cau (Campinas, 11 ottobre 1984) è un fumettista brasiliano.

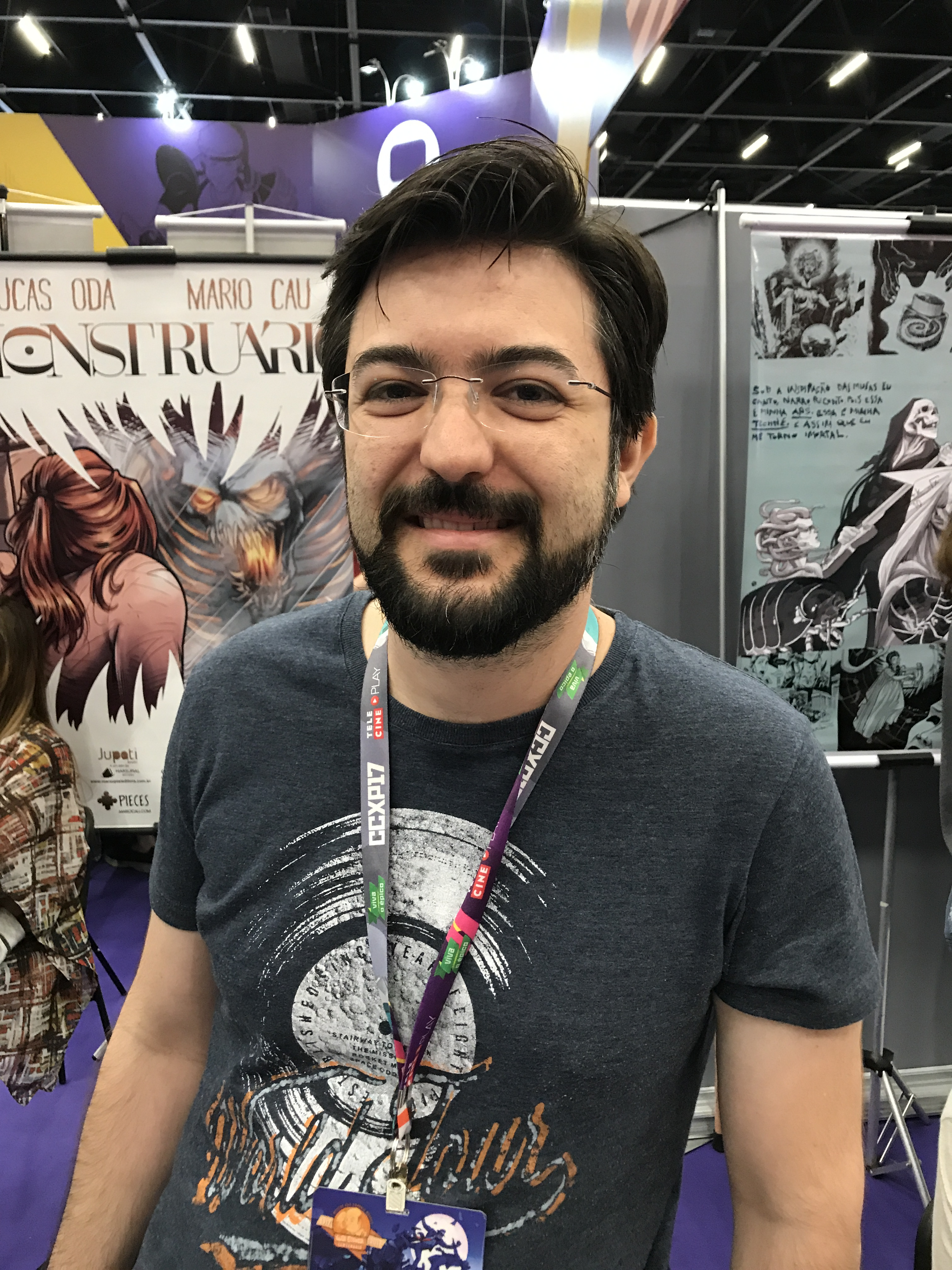
Mario Cau al Comic Con Experience de 2017

Uno dei suoi lavori più importanti è il webcomic Terapia (co-creato da Rob Gordon e Marina Kurcis), pubblicato dal 2011 al 2018, sulle sedute di psicoterapia di un ragazzo senza nome. Questo webcomic è stato nominato miglior webcomic di Troféu HQ Mix dal 2012, vincendo nel 2012 e 2014. Mario ha anche vinto il Prêmio Jabuti 2013 (il più tradizionale premio letterario brasiliano) nelle categorie in categorie: "Migliore illustrazione" e "Miglior libro correlato alla scuola" dei fumetti adattamento del classico libro Dom Casmurro (co-creato da Felipe Greco).